# Leif Kihlberg
Leif Karl Teodor Kihlberg, född 5 februari 1895 i Söderhamn, död 16 januari 1973 i Stockholm, var en svensk statsvetare och redaktör.

## Biografi
Kihlberg, som var son till kontraktsprost Robert Kihlberg, blev filosofie doktor vid Uppsala universitet 1922 och var docent i statskunskap i Uppsala 1922–1925. Han anställdes vid Dagens Nyheter 1922, där han tillhörde den politiska redaktionen 1930–1957 (signaturen L K-g). Han var ledamot av Kulturrådet 1935–1940 och juryman från 1948, samt författade en rad skrifter i statsvetenskapliga ämnen.
Kihlberg fick motta skarp kritik för sin roll i den så kallade Enbomaffären då han under processen mot spionåklagade Fritiof Enbom 1952 förekom domslutet med artiklar på ledarplats i DN samtidigt som han var nämndeman vid rättegången, men han svarade aldrig på kritiken.